# Остролодочник волосистый
Остроло́дочник волоси́стый (лат. Oxýtropis pilósa) — многолетнее травянистое растение, вид рода Остролодочник семейства Бобовые (Fabaceae).

## Ботаническое описание

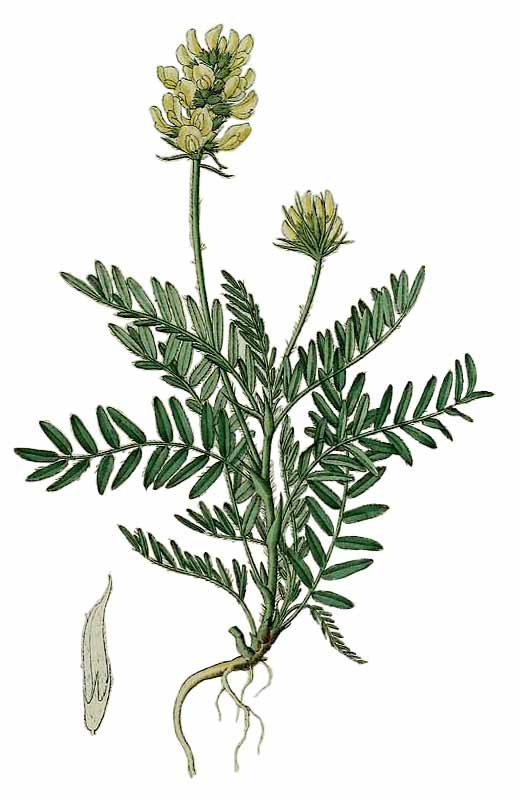

Многолетнее травянистое растение 15—50 см высотой, покрытое длинными оттопыренными волосками белого цвета. Стебель обычно единственный, прямостоячий, жёсткий, в нижней части нередко красноватый. Листья 5—10 см длиной, с 7—14 парами листочков продолговато-ланцетной формы, 10—20 мм длиной и 3—5 мм шириной. Прилистники раздельные, от продолговато-яйцевидных до ланцетовидных, травянистые.
Кисти густые, яйцевидные или продолговатые, со множеством цветков, на утолщённом цветоносе, превышающем листовую пластинку по длине. Прицветники шиловидные, одной длины с чашечкой или более длинные. Чашечка 10—12 мм длиной, трубчато-колокольчатой формы, волосистая, зубцы её равны трубке или более длинные. Венчик цветка светло-жёлтый; флаг 12—14 мм длиной, с выемкой на верхушке; крылья короче флага; лодочка ещё короче, с остроконечием до 1,5 мм длиной.
Бобы прямостоячие, кожистые, 15—20 мм длиной, почти сидячие, с округло-почковидными семенами оливково- или орехово-коричневого цвета.
Схожим близкородственным видом является крымско-кавказский эндемик Oxytropis pallasii Pers., 1807 — Остролодочник Палласа, отличающийся более длинным, до 15—17 мм длиной, флагом, изогнутым остроконечием лодочки до 2,5 мм длиной.
Число хромосом — 2n = 16.

## Распространение и экология
Вид широко распространён в Южной, Центральной и Восточной Европе, Средиземноморье (Балканский полуостров), на Кавказе, в Малой Азии и в Синьцзян-Уйгурском автономном районе Китая. В России произрастает на юге европейской части, на Северном Кавказе, на юге Западной и Восточной Сибири.
Встречается в луговых и разнотравных степях, на остепнённых лугах.

## Классификация

### Таксономия
Oxytropis pilosa (L.) DC., 1802, Astragalogia: 91
Вид Остролодочник волосистый относится к роду Остролодочник (Oxytropis) подсемейства Мотыльковые (Papilionoideae) семейства Бобовые (Fabaceae) порядка Бобовоцветные (Fabales). Таксономическая схема в соответствии с Системой APG IV по состоянию на декабрь 2023 года:
|  |                                      |  |                                   |                                   |                   |  | ещё 3 семейства | ещё 3 семейства   |                          |  |  |  | еще 523 рода                                                   | еще 523 рода                 |  |  |
|  |                                      |  |                                   |                                   |                   |  | ещё 3 семейства | ещё 3 семейства   |                          |  |  |  | еще 523 рода                                                   | еще 523 рода                 |  |  |
|  |                                      |  |                                   | порядок Бобовоцветные             |                   |  |                 |                   | подсемейство Мотыльковые |  |  |  |                                                                | вид Остролодочник волосистый |  |  |
|  |                                      |  |                                   | порядок Бобовоцветные             |                   |  |                 |                   | подсемейство Мотыльковые |  |  |  |                                                                | вид Остролодочник волосистый |  |  |
|  | отдел Цветковые, или Покрытосеменные |  |                                   |                                   | семейство Бобовые |  |                 |                   | род Остролодочник        |  |  |  |                                                                |                              |  |  |
|  | отдел Цветковые, или Покрытосеменные |  |                                   |                                   |                   |  |                 |                   |                          |  |  |  |                                                                |                              |  |  |
|  |                                      |  | ещё 63 порядка цветковых растений | ещё 63 порядка цветковых растений |                   |  |                 | еще 5 подсемейств | еще 5 подсемейств        |  |  |  | еще 653 подтвержденных вида и 34 вида, ожидающих подтверждения |                              |  |  |
|  |                                      |  |                                   | ещё 63 порядка цветковых растений |                   |  |                 |                   | еще 5 подсемейств        |  |  |  |                                                                |                              |  |  |

### Внутривидовые таксоны
- Oxytropis pilosa subsp. caputoi (Moraldo & la Valva) Brilli-Catt., Di Massimo & Gubellini
- Oxytropis pilosa subsp. pilosa

### Синонимы
- Astragalus pilosus L.basionym
- Oxytropis pilosa var. pilosa
- Phaca pilosa (L.) Clairv.
- Spiesia pilosa (L.) Kuntze